# Накано, Сэйго
Накано Сэйго (яп. 中野 正剛 Накано Сэйго:, 12 февраля 1886 — 27 октября 1943) — японский политический и общественный деятель, журналист, лидер радикальных партий, один из главных сторонников фашизации Японии в 1930-е годы.
Родился в Фукуоке в бедной семье рыбака и работницы соевого завода. В 1905 году он с согласия семьи уехал в Токио, где поступил в университет Васэда и изучал там экономику и политологию, начав заниматься журналистикой ещё в студенческие годы, чтобы иметь возможность платить за учёбу. В 1909 году окончил университет и затем работал журналистом в ряде газет. В 1917 году безуспешно пытался избраться в нижнюю палату парламента, но в 1920 году сумел избраться и затем переизбирался ещё восемь раз.
В 1932 году стал одним из основателей партии «Народный союз» (яп. 国民同盟 Кокумин До:мэй), после раскола которой в мае 1936 года создал радикальную партию «Восточное общество» (яп. 東方会 То:хо:кай). Получил относительно широкую известность благодаря своим статьям, в которых выступал с ультранационалистическими идеями «возрождения» Японии, которое, по его мнению, должно было заключаться в восстановлении самурайской этики и её объединения с принципами неоконфуцианства и европейского фашизма и нацизма. В 1937 году посетил Европу и лично встречался с Бенито Муссолини, Адольфом Гитлером и Риббентропом. В январе 1939 года выступил с речью, в которой доказывал необходимость установления тоталитарного режима в Японии.
Накано поддерживал вступление Японии во Вторую мировую войну и завоевание новых территорий, но с 1942 года стал находиться в оппозиции к режиму премьер-министра Хидэки Тодзё, поскольку не поддерживал дальнейшие завоевательные планы, считая, что Япония должна укрепить свою власть на уже завоёванных территориях. Он активно критиковал политику Тодзё в своих статьях и публичных выступлениях, за что в конце концов был арестован 6 сентября 1943 года. 26 октября его выпустили из тюрьмы под домашний арест и с запретом на написание статей. На следующий день Накано совершил самоубийство в своём доме, сделав себе харакири.

## Библиография

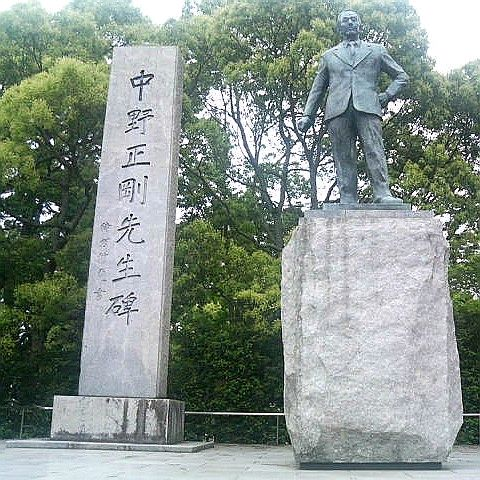
Памятник Накано в Фукуоке